# María Marced
María Ángeles Marced Martín, más conocida como María Marced, (Valencia) es una ingeniera de telecomunicación española especializada en microelectrónica.

## Trayectoria
Es Ingeniera Superior de Telecomunicación por la Universidad Politécnica de Madrid con doctorado en Ingeniería de Telecomunicación también por dicha universidad. Después de terminar con su formación académica, ha desarrollado su carrera profesional en distintas empresas tecnológicas, entre las que destacan Telefónica, Intel, Fujitsu, Philips, NXP Semiconductors y TSMC.
En 2000 fue nombrada vicepresidenta del Grupo de Ventas y Marketing mundiales y codirectora general de Intel EMEA tras haber ejercido en esta empresa desde 1984 como ingeniera de aplicaciones de campo en España.
Marced ha sido presidenta desde 2007 a diciembre de 2023 de Taiwán Semiconductor Manufacturing Company (TSMC), compañía mundial de fabricación de semiconductores y circuitos integrados, en Europa. Además, desde 2013, es también presidenta del Consejo de Liderazgo de EMEA de Global Semiconductor Alliance (GSA).
Desde 2023, forma parte del Grupo de Expertos del Proyecto Estratégico (PERTE) CHIP en España, grupo de trabajo creado por el Ministerio de Asuntos Económicos y Transformación Digital de España para reforzar las capacidades de diseño y la producción de la industria española de microelectrónica y semiconductores.

## Reconocimientos
En 1992, Marced fue nominada para el premio Mujer Europea, premio otorgado por la Comisión Europea. Una década después, en febrero de 2002 fue nombrada entre las tres mujeres de negocios más poderosas de Europa por The Wall Street Journal, y en mayo de 2002 recibió el Premio Personaje Destacado en la IV Noche de las Telecomunicaciones Valencianas, otorgado por el Colegio Oficial de Ingenieros de Telecomunicación (COIT) de la Comunidad Valenciana y el Ayuntamiento de Valencia, como reconocimiento a su trayectoria profesional.
En mayo de 2024 fue reconocida con el "Global Industry Leader Award 2024" en la feria internacional de microelectrónica ChipEx-2024 organizada en Israel en consorcio con la Semiconductor Industry Association y el Instituto tecnológico Technion. En agosto de 2024 se ha puesto la primera piedra en Dresde de la primera fábrica de ESMC, filial europea de TSMC, en cuya creación ha sido clave el impulso de María Marced.  En septiembre de 2024 es reconocida por el Colegio Oficial de Ingenieros de Telecomunicación (COIT) por su trayectoria profesional como ingeniera de telecomunicación. En diciembre de 2024, en Valencia, su ciudad natal, recibe el galardón honorífico Ier VLC Chipcity Night Award por toda su trayectoria en el campo de los chips y semiconductores. En diciembre de 2024 el Ayuntamiento de Valencia le designa VLC Ambassador en su iniciativa destinada a proyectar la ciudad “como referente en inversión, innovación y turismo”. En mayo de 2025 el Colegio de Ingenieros de Telecomunicación de Andalucía Oriental y Melilla le reconoció con su premio a la Trayectoria Profesional  